# Styloniscus katakurai
Styloniscus katakurai là một loài chân đều trong họ Styloniscidae. Loài này được Nunomura miêu tả khoa học năm 2007.